# 高槻市立赤大路小学校
高槻市立赤大路小学校（たかつきしりつ あかおおじ しょうがっこう）は、大阪府高槻市赤大路町にある公立小学校。通称は赤小（あかしょう）。
1973年に高槻市立富田小学校・高槻市立川西小学校の2校より分離開校した。

## 沿革
- 1973年4月1日 - 高槻市立赤大路小学校として開校。
- 1974年1月 - 校章制定。
- 1974年2月 - 校歌制定。
- 1974年4月 - 従来の高槻市立川西小学校の校区の一部を、当校校区に編入。
- 1999年4月 - 大阪府教育委員会から、「夢をはぐくむ学校づくり推進事業」実施校に指定される。
- 2002年 - 文部科学省から、「人権教育総合推進地域事業」実施校に指定される。
- 2004年 - 大阪府教育委員会「わがまちの誇れる学校づくり」推進事業の実施校に、高槻市教育委員会から国語科と人権教育の研究校に、それぞれ指定される。

## 通学区域
- 高槻市 赤大路町、富田丘町、北昭和台町、富田町1丁目11～35番、大畑町1～23番、幸町1・2・7・8番

卒業生は基本的に高槻市立第四中学校へ進学する。

## 交通
- 東海道本線（JR京都線）摂津富田駅 南西へ約900m。
- 阪急京都線 富田駅 西へ約900m。